# Althepus duan
Espèce
Althepus duan est une espèce d'araignées aranéomorphes de la famille des Psilodercidae.

## Distribution
Cette espèce est endémique de la province de Kanchanaburi en Thaïlande,. Elle se rencontre dans une grotte vers Wang Krachae.

## Description
Le mâle holotype mesure 4,16 mm et la femelle paratype 3,95 mm.

## Publication originale
- Liu, Li, Wongprom, Zheng & Li, 2017 : Eleven new species of the spider genus Althepus Thorell, 1898 (Araneae, Ochyroceratidae) from Thailand. Zootaxa, no 4350(3), p. 469-499.